# Matsubaraea
Matsubaraea is een monotypisch geslacht van straalvinnige vissen uit de familie van baarszalmen (Percophidae).

## Soort
- Matsubaraea fusiforme (Fowler, 1943)